# Meridià 71 a l'est
El meridià 71 a l'est de Greenwich és una línia de longitud que s'estén des del pol Nord travessant l'oceà Àrtic, Àsia, l'oceà Índic, l'oceà Antàrtic i l'Antàrtida fins al pol Sud.
El meridià 71 a l'est forma un cercle màxim amb el meridià 109 a l'oest. Com tots els altres meridians, la seva longitud correspon a una semicircumferència terrestre, uns 20.003,932 km. Al nivell de l'Equador, és a una distància del meridià de Greenwich de 7.904 km.

## De Pol a Pol
Començant en el pol Nord i dirigint-se cap al pol Sud, aquest meridià travessa:
| Coordenades                             | País, territori o mar | Notes                                                                        |
| --------------------------------------- | --------------------- | ---------------------------------------------------------------------------- |
| 90° 0′ N, 71° 0′ E / 90.000°N,71.000°E  | Oceà Àrtic            |                                                                              |
| 81° 5′ N, 71° 0′ E / 81.083°N,71.000°E  | Mar de Kara           |                                                                              |
| 73° 29′ N, 71° 0′ E / 73.483°N,71.000°E | Rússia                | Illa Blanca                                                                  |
| 73° 6′ N, 71° 0′ E / 73.100°N,71.000°E  | Estret de Maliguina   |                                                                              |
| 72° 53′ N, 71° 0′ E / 72.883°N,71.000°E | Rússia                | Península de Iamal                                                           |
| 66° 32′ N, 71° 0′ E / 66.533°N,71.000°E | Golf de l'Obi         |                                                                              |
| 66° 21′ N, 71° 0′ E / 66.350°N,71.000°E | Rússia                |                                                                              |
| 55° 5′ N, 71° 0′ E / 55.083°N,71.000°E  | Kazakhstan            |                                                                              |
| 42° 30′ N, 71° 0′ E / 42.500°N,71.000°E | Kirguizstan           |                                                                              |
| 42° 16′ N, 71° 0′ E / 42.267°N,71.000°E | Uzbekistan            |                                                                              |
| 42° 3′ N, 71° 0′ E / 42.050°N,71.000°E  | Kirguizstan           |                                                                              |
| 41° 11′ N, 71° 0′ E / 41.183°N,71.000°E | Uzbekistan            |                                                                              |
| 40° 16′ N, 71° 0′ E / 40.267°N,71.000°E | Kirguizstan           |                                                                              |
| 39° 24′ N, 71° 0′ E / 39.400°N,71.000°E | Tadjikistan           |                                                                              |
| 38° 28′ N, 71° 0′ E / 38.467°N,71.000°E | Afganistan            |                                                                              |
| 34° 34′ N, 71° 0′ E / 34.567°N,71.000°E | Pakistan              | Àrees Tribals Administrades Federalment (Pakistan) - 9 km                    |
| 34° 29′ N, 71° 0′ E / 34.483°N,71.000°E | Afganistan            |                                                                              |
| 34° 2′ N, 71° 0′ E / 34.033°N,71.000°E  | Pakistan              | Àrees Tribals Administrades Federalment (Pakistan) Khyber Pakhtunkhwa Punjab |
| 27° 45′ N, 71° 0′ E / 27.750°N,71.000°E | Índia                 | Rajasthan                                                                    |
| 24° 50′ N, 71° 0′ E / 24.833°N,71.000°E | Pakistan              | Sindh                                                                        |
| 24° 37′ N, 71° 0′ E / 24.617°N,71.000°E | Índia                 | Gujarat                                                                      |
| 24° 27′ N, 71° 0′ E / 24.450°N,71.000°E | Pakistan              | Sindh - 10 km                                                                |
| 24° 21′ N, 71° 0′ E / 24.350°N,71.000°E | Índia                 | Gujarat Daman i Diu - 1 km                                                   |
| 20° 44′ N, 71° 0′ E / 20.733°N,71.000°E | Oceà Índic            | Passa a l'oest de l'illa Danger, Territori Britànic de l'Oceà Índic          |
| 60° 0′ S, 71° 0′ E / 60.000°S,71.000°E  | Oceà Antàrtic         |                                                                              |
| 68° 37′ S, 71° 0′ E / 68.617°S,71.000°E | Antàrtida             | Territori Antàrtic Australià, reclamada per Austràlia                        |